# Nagykinizs
Nagykinizs község Borsod-Abaúj-Zemplén vármegye Szikszói járásában.

## Fekvése
Miskolctól mintegy 31 kilométerre északkeletre fekszik, a Hernád mellett; lakott területe és közigazgatási területének túlnyomó része a folyó bal parti oldalán terül el, de körülbelül 1 négyzetkilométernyi terület tartozik hozzá a jobb parti oldalról is.
A szomszédos települések: észak felől Kiskinizs, északkelet felől Hernádkércs, délkelet felől Monok, dél felől Szentistvánbaksa, nyugat felől pedig Halmaj.  A legközelebbi város a mintegy 15 kilométerre fekvő Szikszó.

### Megközelítése
Csak közúton érhető el, Hernádkércs vagy Megyaszó-Szentistvánbaksa érintésével, a 3727-es úton; külterületeit egy rövid szakaszon átszeli még a 3703-as út is.
Az ország távolabbi részei felől a legegyszerűbben a 3-as főúton vagy az M30-as autópályán közelíthető meg, halmaji letéréssel, Hernádkércsen keresztül.

## Története
Az Árpád-kori Nagykinizs és Kiskinizs [Kinizs] (Váras-) nevét 1245-ben IV. Béla király oklevele említette először, Kenys formában.
A két Kinizs falu a Hernád két oldalán alakult ki. Az egyik Kinizs abaúji várbirtok volt, a másik a Kinizs nemzetség fészke volt, sorsuk azonban egymástól elválaszthatatlan volt.
A település a Kinizsi család birtoka volt. A család egyik tagja János 1270-ben átadta Julának kércsi birtokrészét cserébe egy Csehországban ejtett fogolyért, egy zsákmányolt lóért és egy szolgáért.
1280-ban Nagykinizsnek Szent György egyházát is említik egy perrel kapcsolatban. 1300-ban Kinizsi János és Jula eladta a nógrádi Rád-on levő birtokát. 1317-ben András ispán leányának és vejének adta kércsi birtokát.
1332-ben Nagykinizs, más néven Szentgyörgykinizs papja 10 garas, 1333-ban 7 garas, 1334-ben 2, 1335-ben 4 garas pápai tizedet fizetett.

## Közélete

### Polgármesterei
- 1990–1994: Árvai Ferencné (Agrárszövetség)[3]
- 1994–1998: Árvai Ferencné (Agrárszövetség)[4]
- 1998–2002: Árvai Ferencné (MSZP)[5]
- 2002–2006: Árvai Ferencné (MSZP)[6]
- 2006–2010: Jónás Béla (független)[7]
- 2010–2014: Jónás Béla (független)[8]
- 2014–2016: Jónás Béla (független)[9]
- 2017–2019: Jónás Béla (független)[10]
- 2019–2024: Jónás Béla (független)[11]
- 2024– : Jónás Béla (független)[1]

A településen 2017 elején időközi polgármester-választást kellett tartani, az előző polgármester lemondása miatt. A választás időpontját előbb 2017. január 29-ére írták ki, de akkor még nem lehetett megtartani, jelölt hiányában. A megismételt választást mindössze egy héttel később tartották meg, akkor már eredményesen: a korábbi faluvezető vállalta, hogy tovább irányítsa a községet, sőt egy ellenjelöltje is akadt. Utóbbi végül is nem kapott szavazatot, így Jónás Béla az érvényesen leadott voksok 100 %-ával lett ismét Nagykinizs első embere.

## Népesség
A település népességének változása:
| Lakosok száma | 342  | 345  | 331  | 285  | 294  | 297  | 304  |
|               | 2013 | 2014 | 2015 | 2021 | 2022 | 2023 | 2024 |

A 2001-es népszámlálás adatai szerint a településnek csak magyar lakossága volt.
A 2011-es népszámlálás során a lakosok 100%-a magyarnak, 14,4% cigánynak, 0,3% németnek mondta magát (a kettős identitások miatt a végösszeg nagyobb lehet 100%-nál). A vallási megoszlás a következő volt: római katolikus 54,2%, református 33,9%, görögkatolikus 2,2%, evangélikus 0,6%, felekezeten kívüli 3,1% (4,4% nem válaszolt).
2022-ben a lakosság 93,9%-a vallotta magát magyarnak, 35% cigánynak, 0,3% szlováknak (6,1% nem nyilatkozott; a kettős identitások miatt a végösszeg nagyobb lehet 100%-nál). Vallásuk szerint 41,5% volt római katolikus, 17,7% református, 1% görög katolikus, 5,1% felekezeten kívüli (32,7% nem válaszolt).

## Nevezetességek
- Református temploma